# Alegeri prezidențiale în Statele Unite ale Americii, 1988
Alegerile prezidențiale din Statele Unite din anul 1988 au avut loc la 8 noiembrie 1988 și s-au încheiat cu victoria republicanului George H. W. Bush, vicepreședintele în funcție, în fața mai multor contracandidați, dintre care cel mai bine plasat a fost democratul Michael Dukakis. Președintele în funcție, Ronald Reagan, nu era eligibil pentru un nou mandat din cauza limitelor constituționale.
Președintele Statelor Unite este ales de un Colegiu Electoral, alăcătuit din 538 de electori. Pentru a fi ales, președintele are nevoie de 270 de voturi în Colegiul Electoral. Dacă niciun candidat nu întrunește această majoritate, atunci președintele este ales de Camera Reprezentanților, prin votul statelor.
Președintele ales în noiembrie 1988 va depune jurământul și își va începe mandatul pe data de 20 ianuarie 1989.

## Nominalizarea Partidului Republican
- Candidații care s-au retras înaintea convenției republicane, dar au obținut mai mult de 1% din voturi:

| Candidat      | Candidat | Origine  | Campanie                        | Vot Popular        |
| ------------- | -------- | -------- | ------------------------------- | ------------------ |
| Bob Dole      |          | Kansas   | Data retragerii: 28 martie 1988 | 2,333,375 (19.19%) |
| Pat Robertson |          | Virginia | Data retragerii: 6 aprilie 1988 | 1,097,446 (9.02%)  |
| Jack Kemp     |          | New York | Data retragerii: 9 martie 1988  | 331,333 (2.72%)    |

Deși Bush părea succesorul firesc al președintelui Reagan, au existat totuși voci în partid care s-au opus nominalizării acestuia. Din punct de vedere istoric, șansele sale păreau reduse, întrucât niciun vicepreședinte în exercițiu nu mai fusese nominalizat pentru funcția de președinte de la Martin Van Buren în 1836.
Bob Dole avea susținere din partea republicanilor care criticau lipsa de experiență a lui Bush în afara campaniilor electorale de succes duse cu Reagan (acesta candidase făra succes odată pentru funcția de  senator și de două ori pentru un loc în Camera Reprezentanților), în timp ce Robertson era susținut de cei care doreau să continue procesul de apropiere a partidului spre conservatorism social.
În mod surprinzător, Bush a obținut al treilea loc în alegerile primare din statul Iowa. Acesta a ajuns totuși să-și revină și să câștige majoritatea alegerilor din cadrul super-marței, o zi în care un număr semnificativ de state  organizează simultan alegeri primare.
Bush a obținut oficial nominalizarea Partidului în cadrul convenției republicane din vara anului 1988. Acesta l-a ales pe Dan Quayle, senator din partea statului Indiana pentru funcția de vicepreședinte.
| Candidat          | Candidat | Candidat | Origine | Campanie                               | Vot Popular        | Partener      |
| ----------------- | -------- | -------- | ------- | -------------------------------------- | ------------------ | ------------- |
| George H. W. Bush |          |          | Texas   | Nominalizare obținută: 26 aprilie 1988 | 8,253,512 (67.90%) | Dan Quayle⁠(d) |

## Nominalizarea Partidului Democrat
- Candidații care s-au retras înaintea sau în timpul convenției democrate, dar au obținut mai mult de 1% din voturi:

| Candidate     | Candidate | Candidate | Origine         | Campanie | Vot popular        |
| ------------- | --------- | --------- | --------------- | --- | ------------------ |
| Jesse Jackson |           |           | Carolina de Sud | Eliminat în timpul convenției: 21 iulie 1988                                                                       | 6,941,816 (29.34%) |
| Al Gore       |           |           | Tennessee       | Data retragerii: 21 aprilie 1988                                                                                   | 3,190,992 (13.49%) |
| Paul Simon    |           |           | Illinois        | Data retragerii: 7 aprilie 1988                                                                                    | 1,107,692 (4.68%)  |
| Dick Gephardt |           |           | Missouri        | Data retragerii: 29 martie 1988                                                                                    | 1,452,331 (6.14%)  |
| Gary Hart     |           |           | Colorado        | Data suspendării campaniei: 8 mai 1987 Data reintrării în cursă: 12 decembrie 1987 Data retragerii: 12 martie 1988 | 390,200 (1.65%)    |

În alegerile primare din statul Iowa, Dick Gephardt a obținut o victorie surprinzătoare după ce și-a reorientat campania spre un mesaj populist, urmat de senatorul Paul Simon pe locul doi și guvernatorul Michael Dukakis pe trei. În New Hampshire, Dukakis a câștigat, Gephardt a coborât pe locul doi, iar Simon a fost al treilea. Pentru a-l slăbi pe Gephardt, atât Dukakis cât și Al Gore au lansat reclame negative împotriva lui, ceea ce a dus la retragerea sprijinului din partea United Auto Workers, afectând grav campania lui Gephardt, dependentă de sindicate.
În cadrul alegerilor din super-marțea, Dukakis a câștigat șase state, Gore și Jesse Jackson câte cinci, iar Gephardt unul. Gore și Jackson și-au împărțit statele din Sud. Simon a câștigat statul natal, Illinois, în timp ce Jackson a obținut în total 11 victorii, inclusiv în state sudice și teritorii precum Puerto Rico și DC, ajungând pentru scurt timp să conducă la numărul de delegați după un rezultat puternic în Michigan (55%).
Totuși, șansele lui Jackson de a câștiga nominalizarea partidului au scăzut drastic după ce a pierdut alegerile din Wisconsin în fața lui Dukakis, iar victoriile acestuia din urmă în New York și Pennsylvania au consolidat poziția sa de favorit și practic au pus capăt campaniei lui Jackson.
Dukakis a obținut oficial nominalizarea în cadrul convenției democrate din perioada 18-21 iulie 1988. Susținătorii lui Jackson au argumentat că, din moment ce candidatul lor a obținut locul doi, el avea dreptul la nominalizarea la vicepreședinție. Dukakis nu a fost de acord și, în schimb, l-a ales pe senatorul Lloyd Bentsen din Texas.
| Candidat        | Candidat | Candidat | Origine       | Campanie                            | Vot Popular         | Partener         |
| --------------- | -------- | -------- | ------------- | ----------------------------------- | ------------------- | ---------------- |
| Michael Dukakis |          |          | Massachusetts | Nominalizare obținută: 7 iunie 1988 | 10,024,101 (42.37%) | Lloyd Bentsen⁠(d) |

## Dezbateri electorale
| Număr | Dată               | Locație                       | Moderator     | Participanți                      | Audiență (milioane) |
| ----- | ------------------ | ----------------------------- | ------------- | --------------------------------- | ------------------- |
| P1    | 25 septembrie 1988 | Winston-Salem, North Carolina | Jim Lehrer    | George H. W. Bush Michael Dukakis | 65.1                |
| VP    | 5 octombrie 1988   | Omaha, Nebraska               | Judy Woodruff | Dan Quayle Lloyd Bentsen          | 46.9                |
| P2    | 13 octombrie 1988  | Los Angeles, California       | Bernard Shaw  | George H. W. Bush Michael Dukakis | 67.3                |

## Sondaje
| Sursă                                 | Dată                   | Eșantion | Marja de eroare | George Bush (R) | Michael Dukakis (D) | Alții | indeciși |
| ------------------------------------- | ---------------------- | -------- | --------------- | --------------- | ------------------- | ----- | -------- |
| New York Times/CBS News               | 9 -12 mai 1988         | 1,056    | ± %             | 39%             | 49%                 | —     | —        |
| Gallup                                | 24-24 Iunie 1988       | 1,056    | ± 3%            | 41%             | 46%                 | —     | —        |
| New York Times/CBS News               | 8-10 iulie 1988        | 1,002    | ± %             | 41%             | 47%                 | —     | —        |
| 18 - 21 Iulie: Convenția Democrată    |                        |          |                 |                 |                     |       |          |
| Gallup                                | 21-22 iulie, 1988      | 948      | ± 4%            | 38%             | 55%                 | —     | —        |
| 15 - 18 August: Convenția Republicană |                        |          |                 |                 |                     |       |          |
| Wall Street Journal/NBC News          | 20-22 august 1988      | 1,762    | ± 3%            | 44%             | 39%                 | —     | —        |
| Gallup                                | 9-14 Septembrie 1988   | 2,001    | ± %             | 50%             | 44%                 | —     | —        |
| ABC News/Washington Post              | 14-19 septembrie 1988  | 1,271    | ± 3%            | 50%             | 46%                 | —     | —        |
| NBC News/Wall Street Journal          | 16-19 septembrie, 1988 | 2,630    | ± 2%            | 45%             | 41%                 | —     | —        |
| 25 septembrie: Dezbatere electorală   |                        |          |                 |                 |                     |       |          |
| Gallup                                | 27-28 septembrie 1988  | 1,020    | ± 3%            | 47%             | 42%                 | —     | —        |
| 13 octombrie: Dezbatere Electorală    |                        |          |                 |                 |                     |       |          |
| NBC News/Wall Street Journal          | 14-16 octombrie 1988   | 1,378    | ± 3%            | 55%             | 38%                 | —     | —        |
| NBC News/Wall Street Journal          | 23-26 octombrie 1988   | 1,285    | ± 4%            | 51%             | 42%                 | —     | —        |

## Rezultate

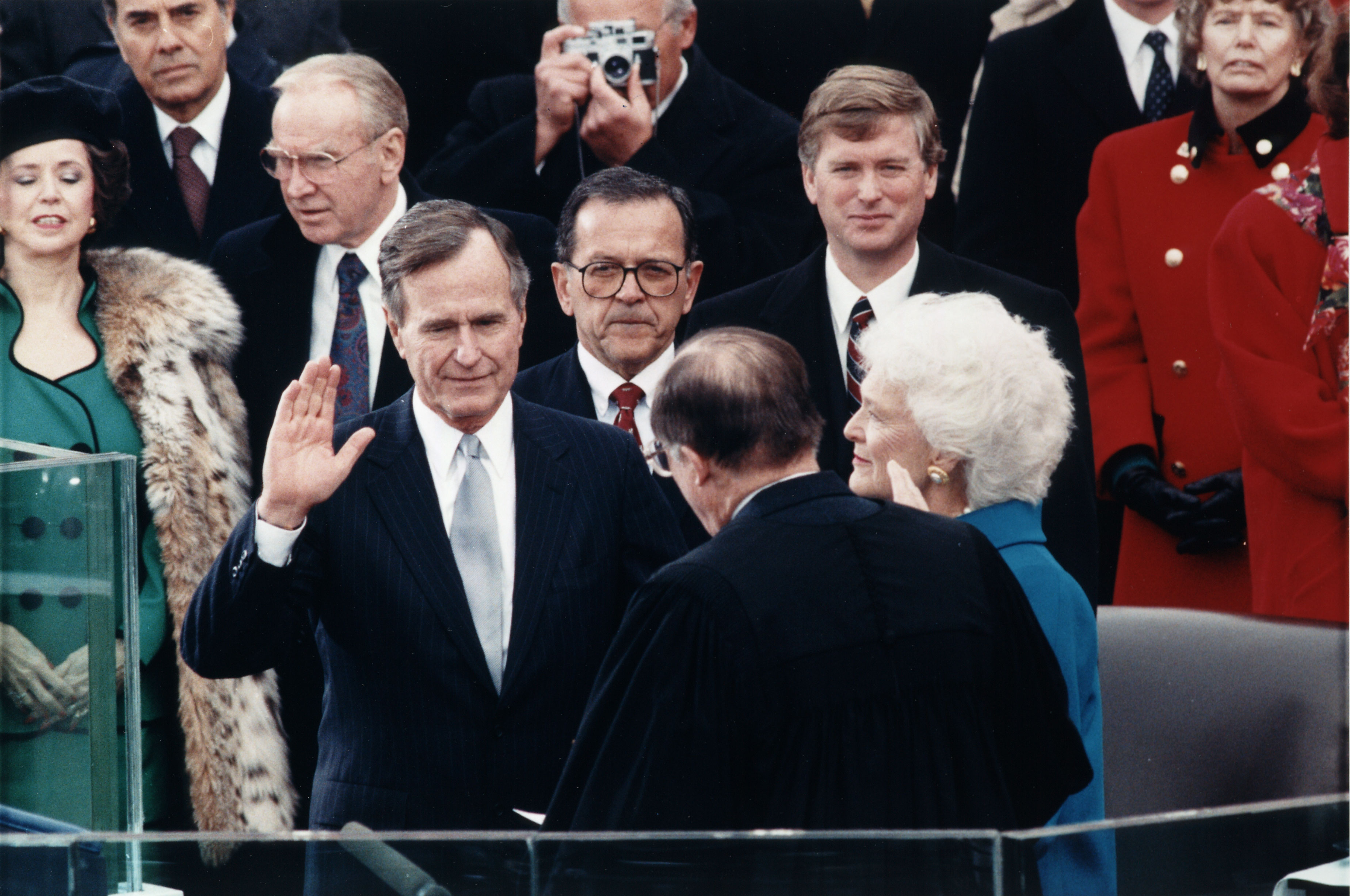
Depunerea jurământului, 20 ianuarie 1989

Bush a câștigat alegerile din 8 noiembrie 1988, reușind sâ obțină 53.4% din votul popular și 426 voturi electorale. Nici procentajul său din votul popular, nici numărul total de voturi electorale, și nici numărul de state câștigate (40) nu au fost depășite în nicio alegere prezidențială ulterioară.
În mod interesant, acestea sunt cele mai recente alegeri în care cele doua partide majore din țară au nominalizat candidați care s-au născut în același stat (Massachusetts). Bush a avut rezultate foarte bune în  suburbii, fiind ultimul republican care a câștigat state precum California, Connecticut, Delaware, Illinois, Maryland și New Jersey. 
Alegerile prezidențiale din 1988 sunt cele mai recente alegeri în care un candidat republican a câștigat o majoritate din votul femeilor.
| \| Vot electoral \| Vot electoral \| Vot electoral \| Vot electoral \| Vot electoral \| \| ------------- \| ------------- \| ------------- \| ------------- \| ------------- \| \| \| \| \| \| \| \| Bush \| Bush \| \| 79.18% \| 79.18% \| \| Dukakis \| Dukakis \| \| 20.63% \| 20.63% \| \| Bentsen \| Bentsen \| \| 0.19% \| 0.19% \| |         |  |        |        |
| Vot electoral |         |  |        |        |
| |         |  |        |        |
| Bush | Bush    |  | 79.18% | 79.18% |
| Dukakis | Dukakis |  | 20.63% | 20.63% |
| Bentsen | Bentsen |  | 0.19%  | 0.19%  |

## Statistici
| Demographic subgroup | Dukakis | Bush | % din votul total |
| -------------------- | ------- | ---- | ----------------- |
| Total vote           | 46      | 53   | 100               |
| Ideologie            |         |      |                   |
| Liberali             | 81      | 18   | 20                |
| Moderați             | 51      | 49   | 45                |
| Conservatori         | 19      | 81   | 33                |
| Party                |         |      |                   |
| Democrați            | 83      | 17   | 37                |
| Republicani          | 8       | 92   | 35                |
| Independenți         | 42      | 56   | 26                |
| Sex                  |         |      |                   |
| Bărbați              | 42      | 57   | 48                |
| Femei                | 49      | 50   | 52                |
| Rasă                 |         |      |                   |
| Alb                  | 40      | 59   | 85                |
| Afro-americani       | 89      | 11   | 10                |
| Hispanic             | 69      | 30   | 3                 |
| Vârstă               |         |      |                   |
| 18–29 Ani            | 47      | 53   | 20                |
| 30–44 Ani            | 46      | 54   | 35                |
| 45–59 Ani            | 42      | 58   | 22                |
| 60+                  | 49      | 51   | 22                |
| Venitul familiei     |         |      |                   |
| Sub 12.500$          | 63      | 37   | 12                |
| 12.500$–25.000$      | 43      | 56   | 20                |
| 25.000$–35.000$      | 43      | 56   | 20                |
| 35.000%–50.000%      | 42      | 57   | 20                |
| 50.000%–100.000%     | 38      | 61   | 19                |
| Peste 100.000%       | 33      | 66   | 5                 |
| Regiune              |         |      |                   |
| Est                  | 49      | 50   | 25                |
| Vestul mijlociu      | 47      | 52   | 28                |
| Sud                  | 41      | 59   | 28                |
| Vest                 | 46      | 53   | 19                |

Sursă: Exit poll CBS News și The New York Times